# Beleznay János (katonatiszt)
Pilisi Beleznay János (1673 – Pilis, 1754. október 27.) Pest vármegyei birtokos, kuruc ezredes, majd császári-királyi tábornok.

## Származása, családja
Evangélikus kisnemesi családból származott, édesapja Beleznay János (†1720), édesanyja ürményi Kováts alias Pintér Magda volt.
1717. január 17-én feleségül vette gyaraki Grassalkovich Zsuzsannát, s így Grassalkovich Antal sógora lett. Sajnos nem sokat tudunk arról, hogy hány gyermeke született, csak unokáját, Beleznay Sámuelt ismerjük név szerint. Egyik lánya, Beleznay Anna 1744-ben Majthényi Károly septemvir (hétszemélynök) felesége lett.

## Élete
Életéről első adatunk, hogy 1704 késő őszén már hadnagyként harcolt a Rákóczi-szabadságharcban, Ocskay László lovasezredében. Két évvel később már Bercsényi Miklós főgenerálisnak Géczy Gábor által vezényelt lovasezredében szolgált ugyancsak hadnagyként. 1709 végén már főstrázsamester (mai szóval: őrnagy), 1710 tavaszán pedig már alezredes ugyanott.
1710. szeptember 20-án ezredessé léptették elő, az elhunyt Szalay Pál lovasezredét kapta meg. Már a szatmári béketárgyalások folyamán, 1711. április 26-án felesküdött a császárra, majd 1711. május 1-jén a békeokmányt is aláírta – valami oknál fogva dunántúliként.
Nagy Iván családtörténeti munkája szerint már 1711-ben császári ezredes lett, erre vonatkozó forrásokat azonban egyelőre nem ismerünk. 1717. augusztus–szeptember folyamán egy „szabad kompánia kapitánya”-ként harcolt a keleti országrészbe tört tatárok ellen. 1735-ben Pest vármegye bandériuma élén vonult fel a Péró-lázadás leverésére, érdemeit III. Károly király aranylánccal jutalmazta.

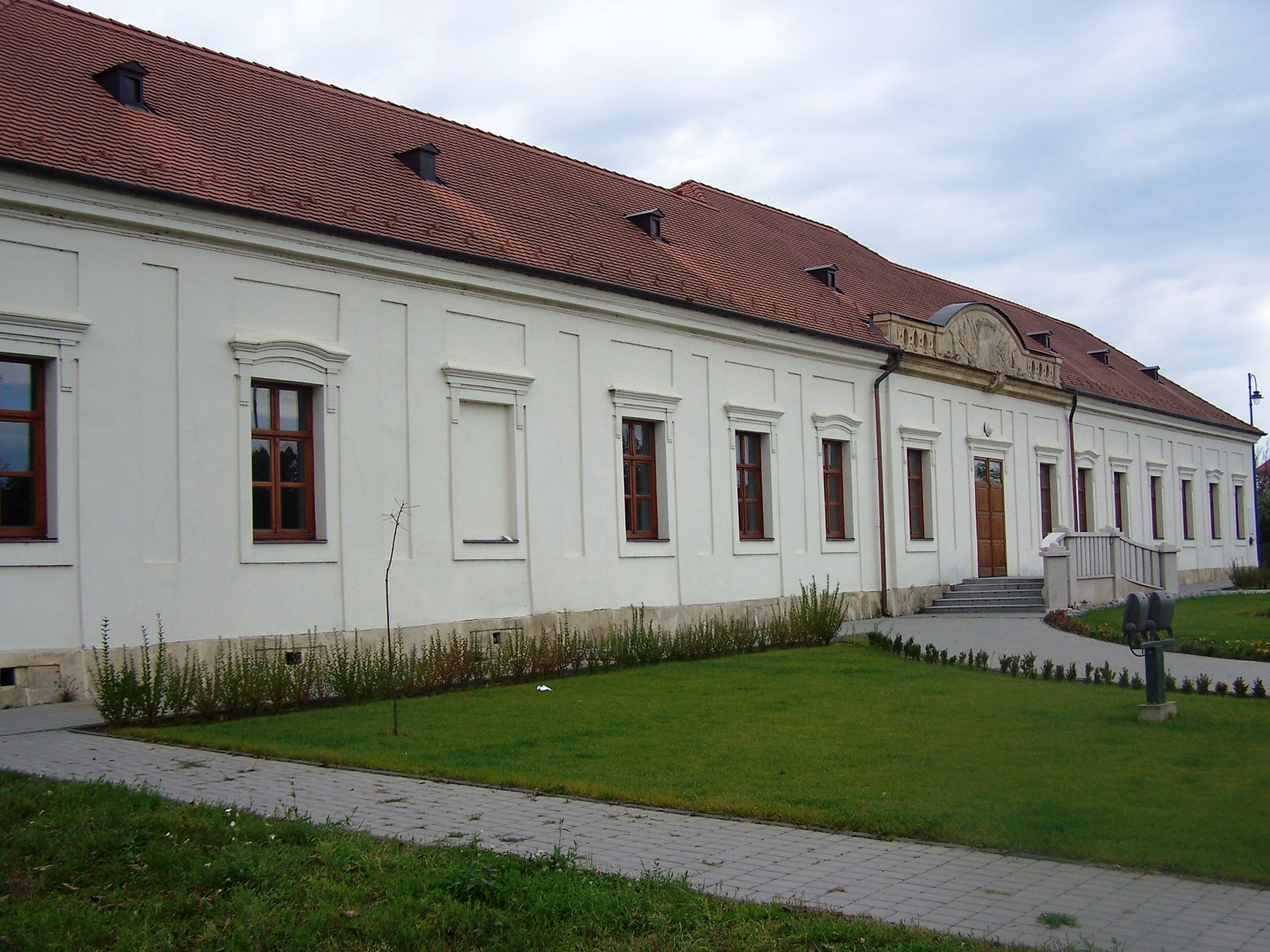
Beleznay-kastély, Bugyi

1741-ben ő volt az egyik Pest vármegyei birtokos, aki részt vett a Mária Terézia védelmére szervezett csapatok felállításában. Ismét aktív szolgálatot vállalt: 1741 nyarán császári-királyi ezredes lett, és az év őszétől egy újonnan szervezett huszárezred parancsnoka és haláláig tulajdonosa. 1742-ben huszárezrede egy hadjáratban megfutamította a porosz sereget Brünn-nél. Része volt a Rajna-melléki és belgiumi hadjáratokban is.
A harctéren nyújtott szolgálataiért a Pest vármegyei Bugyi és Pilis községekben kapott birtokokat, s felvette a pilisi előnevet. Mindkét településen barokk kúriát emeltetett, melyek (átépített formában) ma is állnak. 1744-ben (1742-től számított ranggal) vezérőrnaggyá, 1754-ben pedig (1752-től számított ranggal) altábornaggyá léptették elő.
Pilisi kastélyában érte a halál 1754. október 27-én, s ugyanott temették el december 8-án. Utóbb, 1780-1784 körül, feltehetően áthelyezték az új evangélikus templom alatt kialakított családi sírboltba. Arcképét a tápiószelei Blaskovich Múzeum őrzi.